# 加藤長治
加藤 長治（かとう ちょうじ、1916年（大正5年）3月13日 - 2004年（平成16年）11月4日）は、日本の政治家。戦後から平成初期にかけて活躍した相模原市議会議員。

## 生涯

### 幼少・青年時代
1916年3月13日、神奈川県津久井郡青根村で、加藤開・妻フジの第4子として生まれる。当時、山間部である津久井郡青根村（280戸）と青野原村（320戸）は平均耕作面積が狭く、炭焼きなどの山仕事しかない貧しい村であったが、過剰な人口を抱えて、昭和15年には県の経済更生指定村となった為、国策に基づき分村計画を立て満州に開拓団を送り出すことが義務付けられた。丁度、加藤長治が名古屋の騎兵第三連隊から二年十一か月の軍隊生活を終わり除隊して帰宅した頃であった。
現役中に、満州国ハイラル騎兵集団に所属していたことから満州に精通していた為、地元役場での県の満州開拓説明会に出席した際は、聞かれるままに満州について説明し、ついには国策の満蒙開拓運動への参加を一代決心する。
昭和16年には、青根村と青野原村の両村から各15戸ずつ満蒙開拓団を編成し先遣隊として派遣された。主に、農家の（跡取りではない）二男・三男などが参加した。加藤長治は青根開拓団の副団長であった。家族は母フジ、妻千代、長男保美、次男治男が満州に行くことになった。

### 満州開拓と終戦
穆稜青根開拓団の入植地は、ソ満国境に近い満洲東部の牡丹江省穆稜県下城子村仁里屯であった。付近の馬橋河村には、同じ津久井郡から入植した穆稜青野原開拓団があった。ソ連国境の丘陵地で本体や家族を３回にわたって受け入れ、最終的には青根開拓団36戸（156人）、青野原開拓団41戸（153人）となり、全員が一致協力して努力した結果、終戦前には一戸あたり、内地の自作農家の約１０倍の経営規模になっていた。
しかし日中戦争は泥沼化し、太平洋戦争も戦況は悪化の一途を辿り、ついには関東軍主力の南方転出により手薄となった兵員を補う為、昭和19年の夏、開拓団員の中から青壮年の男子が根こそぎ現地招集されてしまう。団として働き手を失った上に、残されたのは、老人と子供と女性ばかりであった。
この時の事を著作で『私は、予備役軍人として、かねて覚悟はしていました。（中略）開拓団を出発したのです。誰も何も言いません。勿論、泣く者もいません。団員の、家族の大きく見開いた目、目、それだけが私の瞼の中に残っています。（中略）三道河子の駅で汽車に乗り、走る車中から家の方を見ますと、城へきの上に、三人顔を出していました。妻に抱かれた小さなまるい頭と顔それが最後の別でした。』
その後、奉天の砲兵団に入隊となり各地を転戦。済州島で終戦を迎えるが、満州全土にソ連軍怒涛の進撃と伝わってきた為、隊長から満州に帰る許可を得て、済州島から朝鮮本土に渡り満州へ帰ろうとするも、国境はソ連軍から逃れての難民で大混乱となっていた。
満州から逃れてきた人々から「国境地帯の開拓団は、全部散りぢりになって逃げた」と聞かされ、北満への引き返しは諦め、再度、済州島へ戻り復員船で日本に帰国した。

### 戦後・引揚者の受入

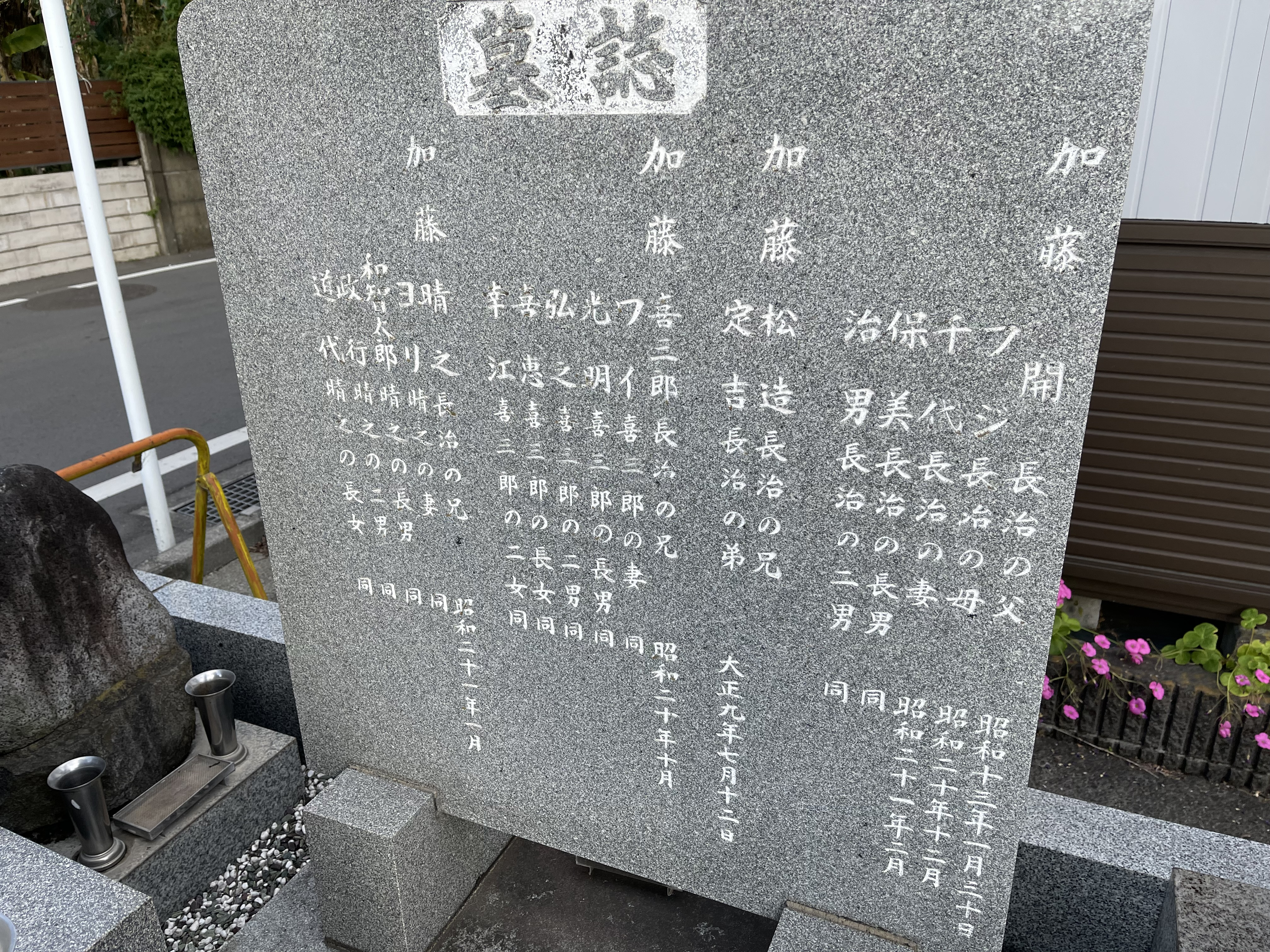
満州で亡くなった家族含む　墓誌

昭和20年11月、家族の消息もつかめぬまま故郷青根村に帰る。この時の事を著作で『青根村の人びとは、一人で帰って来た私を見て、あの人は満州に大勢の人を連れて行って、生きて一人で帰って来た。おめおめと何という不人情な人だろう、そんなふうに罵られたものです。村の人たちは、満州開拓団の事実上の責任者だと、みんなそう思い込んでいたのです。よし、満州から生きて帰ってくる、神奈川県送出の開拓民は全部引受けて、国内で開拓をやりなおそう、そう決意したのはこの時からでありました。』
失意の底ながらも、戦時下に分村移民をするほど貧しい青根村には満州からの引揚者の受け入れ余地が無い為、何とかして引揚者がすぐにでも生活していけるよう準備して迎えるべく、土地を探してもう一度開拓農業をやろうと決心。神奈川県庁、地方事務所、町役場、開拓団を送り出した送出母村の役場などへ、積極的にお願いして回った。母村の青根村や山梨県道志村の山中を探し回ったり、会津磐梯山麓に広い土地があると聞けば、単身で雪降る磐梯山中を歩き回った際は、道に迷い、猪苗代湖のほとりに出た。湖畔に立って見ているうちに、湖を干拓して農地にするアイデアを思いつき、深さを測るべく裸になって、二度程潜るも、底には届かず。
なかなか開拓適地が見つからない中、故郷に近い相模原で、練兵場の跡地が払い下げになると聞き、すぐさま神奈川県庁へ行き、「神奈川県が送出した満州開拓民の引揚者のために、お考えいただきたい」と毎日県庁に通って決死の覚悟でお願いしてまわった。最終的に、内山知事のところへ連れていかれ、開拓団の引揚後の対策についてお願いしたところ、県の態度が大きく変わった結果、県当局と麻溝の方々の協力により神奈川県相模原市麻溝台に単身で入植。
さっそく津久井郡青根村、青野原村へ報告。開拓地百町歩、村長から「夢のようなお話ですね」と喜ばれた。そしてこの二つの母村から、開拓の為の青年勤労奉仕隊（計40名）を結成して、開墾がスタート。荒開墾が終わった頃、満州からぽつぽつと開拓団員が引揚て来るようになる。
帰国してきた生き残りの団員から家族全員が犠牲になったことを聞かされる。この時の事を著作で『六十四歳の母、若い妻と二人の子供も、二人の兄と姉の家族、肉親二十六人、みんなソ連軍の銃撃の犠牲になったのです。（中略）目の前が真っ暗になりました。滂沱と流れる涙、男泣きの中からただ我武者羅に入魂の鍬をうち込むのでした。』

### 麻溝台開拓・選挙初当選

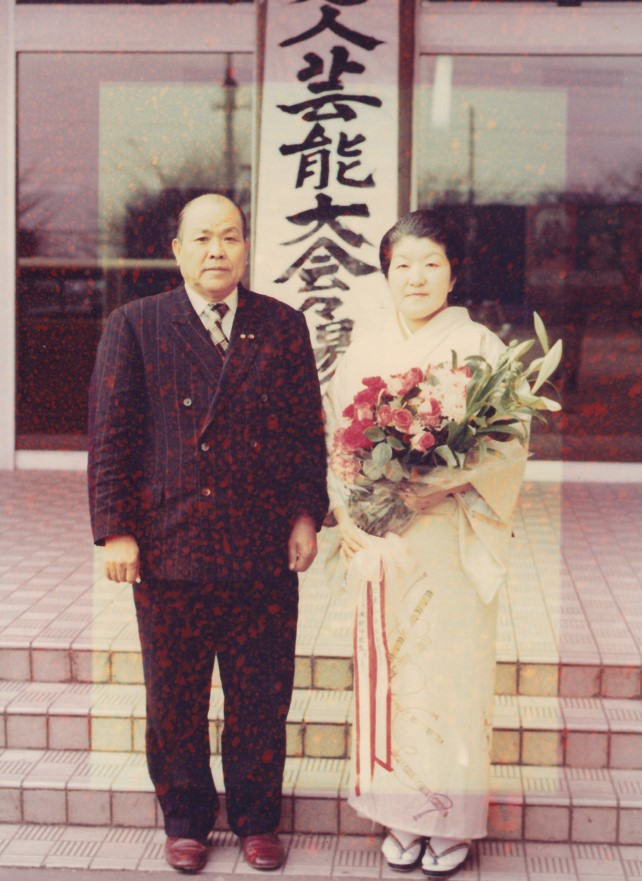
加藤夫妻（長治・ソノ）

昭和21年春頃から開始した開墾作業。朝早くから夜遅くまで夫婦、子供、一家総出で汗、涙、泥にまみれての明け暮れ。どの家庭にも幼子がいた為、相談し一カ所に子供を集めて当番制で面倒を見ることで、安心して農作業に精を出せる状況になった。昭和23年度春からは季節的保育所として農繁期に子供達を受け入れた。これがやがて麻溝台託児所となり、その後保育所と呼ばれるようになった。保母さんに来てもらうようになると、母親達には喜ばれたが、月末は保母さんへ支払う為の集金はいつも大変な騒ぎとなった。
労働争議を乗り越えた後、昭和22年8月、麻溝台開拓農業協同組合を設立し、組合長となる。協同組合法が無い時代に、行政よりも先駆けて結成。法的裏付けを得て正式な発足は、昭和23年5月31日。昼は組合事務と開拓農業、夜は近くの米軍基地の守衛となり５年程勤める。昭和23年6月、猿橋ソノと再婚。
開拓作業が続く中、人々の心のよりどころとなるお宮かお寺がぜひとも必要だということになり、長老格の山野宗治氏、武内豊満氏と共に関係筋に働きかけ、源悟山顕正寺を昭和24年3月、相模原市南区麻溝台に建立。
そうした折、県で、敷地を提供すれば町立の保育園を国や県の補助金で建設できることを知り、各開拓農業組合の組合長に集まってもらい相談するも、まとまらない状況であった。昭和26年4月22日、町議会選挙に立候補し初当選。麻溝台保育園建設は選挙公約第一号であった。役所に懇願書を出して掛け合いつつ、ついに開拓者有志三十数名による約600坪の土地を町へ無償提供することを決定。昭和28年4月1日、公立麻溝台保育園が開園。公立では全国で二番目、町立では初の保育園となる。麻溝台自治会館前広場（開拓広場）にある石碑「開拓記念碑」には、麻溝台保育園用地として町に土地を無償提供した方々の名前が刻まれている。

### 議員生活40年・新都市建設・晩年

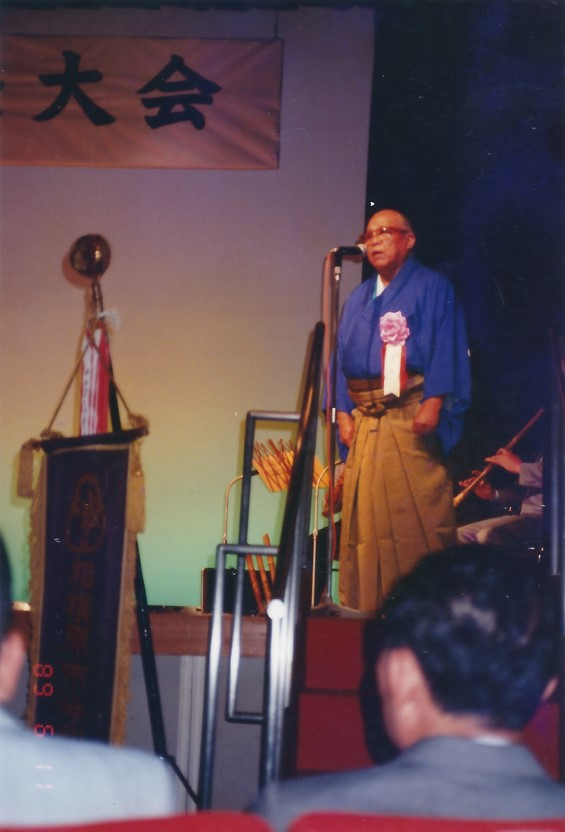
加藤長治　詩吟

昭和26年（当時31歳）初当選（現在の相模原市議会議員）を果たしてから、7期目はトップ当選する等、10期連続当選し40年に渡り活躍。その間、相模原市議会議長に2回就任。議員勤続30年の際は全国表彰され、昭和61年10月20日には、市議会議員三十六年以上として当時の葉梨信行自治大臣から感謝状を賜る。政治家・議員活動について著書で『こまかいことを申し上げますと自慢話になるから省きますが、工業立市の懸案、公団住宅の建設、交通、道路、下水道、町内広場、北里大学病院の誘致などの、開発途上都市の緊急諸問題の一つ一つに、真剣に体当たりしてきたものであります。市の、工場誘致なども、発展する市の将来にとって、重要な施策でありましたが、現在、市の産業基盤となっていますことは、ご承知のとおりであります。（中略）そういうなかで昭和42年に基地問題が発生したのです。（中略）超党派で反対運動を推進し、その解決に体当たりでぶつかったことも強い印象で私の胸中にやきついています。それが引続いて基地返還促進運動の展開となったのであります。』
相模原市の発展の中で、文化都市建設の一端として結成された相模原市吟剣詩舞連盟に長らく所属。詩吟をこよなく愛した。もともと低血圧であったが、晩年になるに従い高血圧になったことから、食生活を見直し蕎麦を好んで食べた。麻溝台開拓農業協同組合がその五十三年に及ぶ歴史の幕を閉じて5年後の、平成16年11月4日永眠。享年89歳。